# Betinho (football, 1966)
Pour les articles homonymes, voir Betinho.
Gilberto Carlos Nascimento dit Betinho est un footballeur brésilien né le 14 juin 1966 à São Paulo.